# نور دولال
نور دولال (به انگلیسی: Noordolal) یک روستا در پاکستان است که در پنجاب واقع شده‌است.